# Castany rogenc

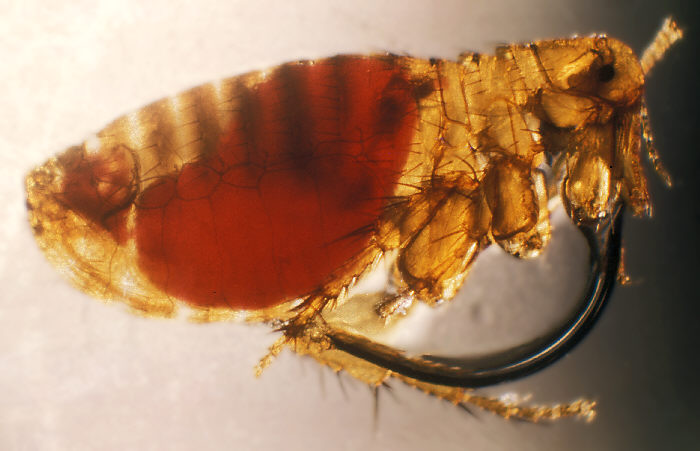
Puça.

Castany rogenc és un color que s'inclou en el que en altres llengües com el francès i l'anglès en diuen color puça perquè recorda el color de les puces (insectes) i engloba varietats des del castany rogenc al marró púrpura.
Una mostra del color castany rogenc:

## Localització

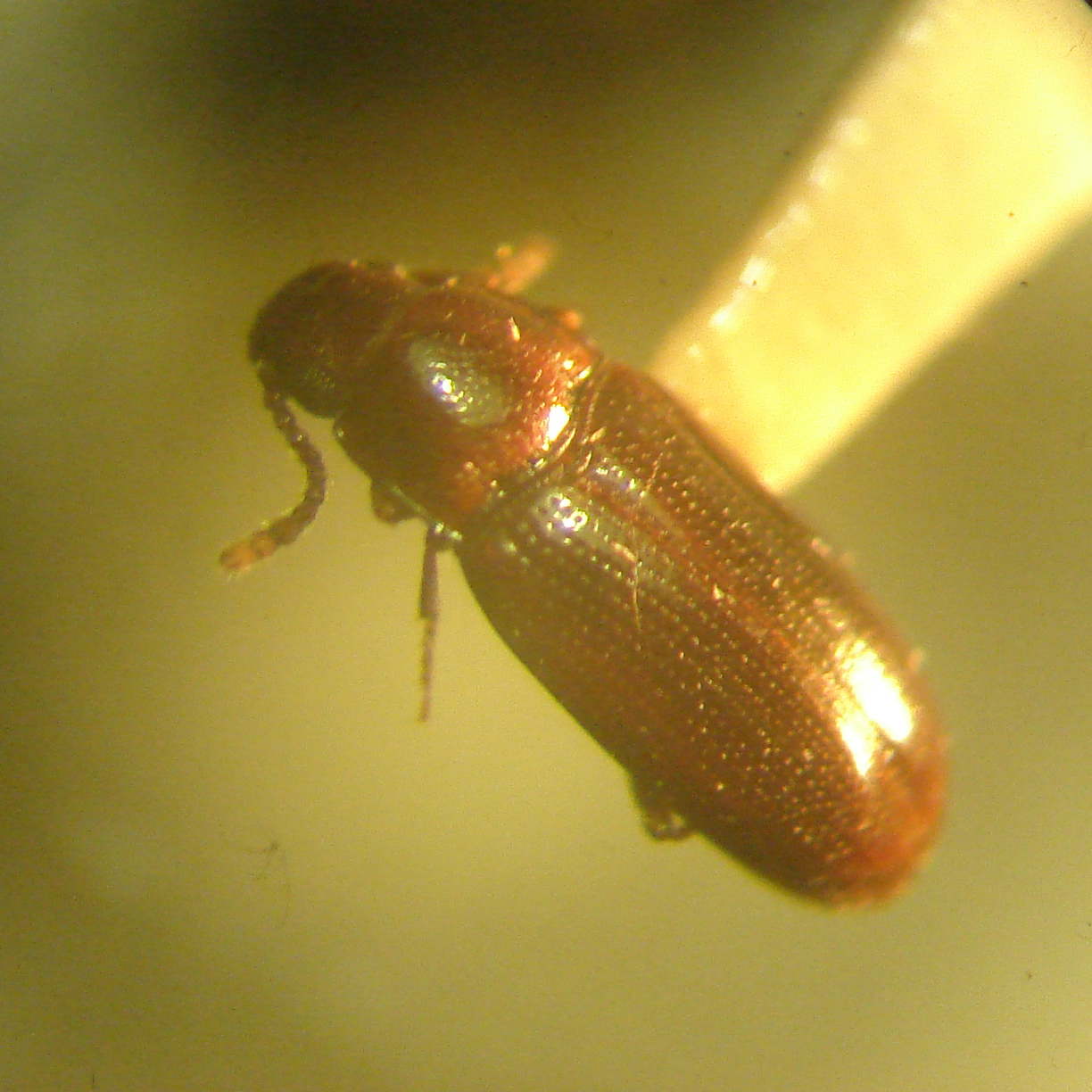
Pharaxonotha.

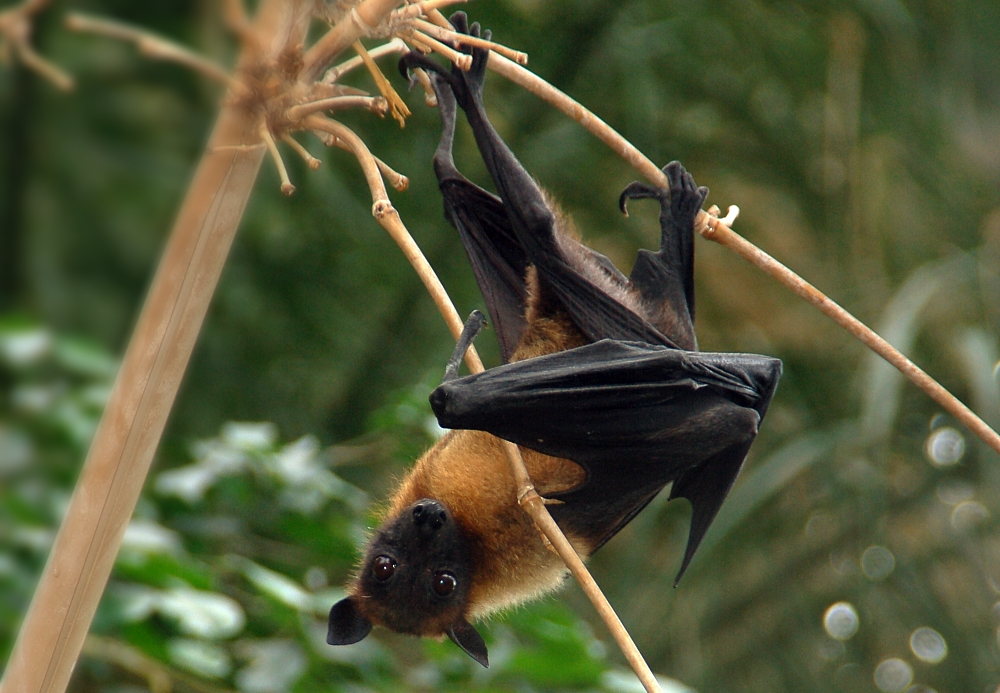
Guineu voladora de l'Índia.

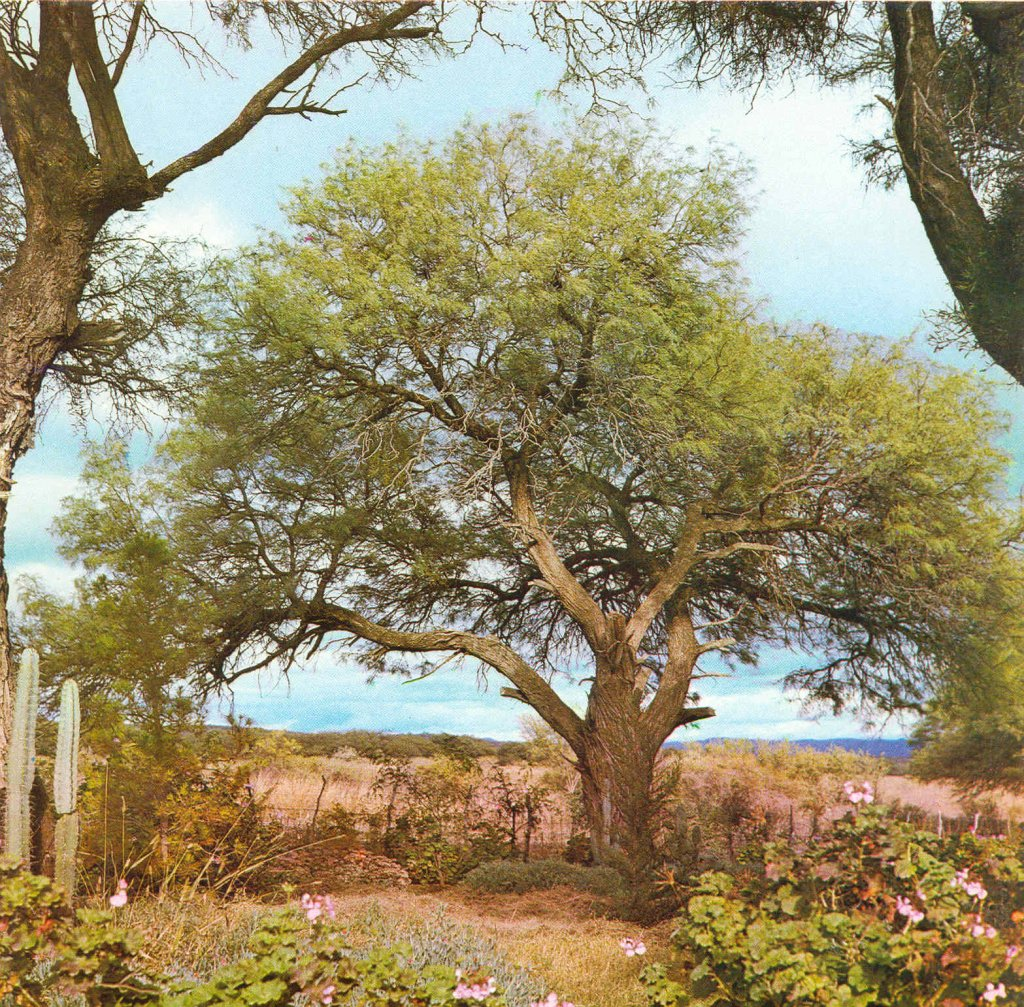
Prosopis.
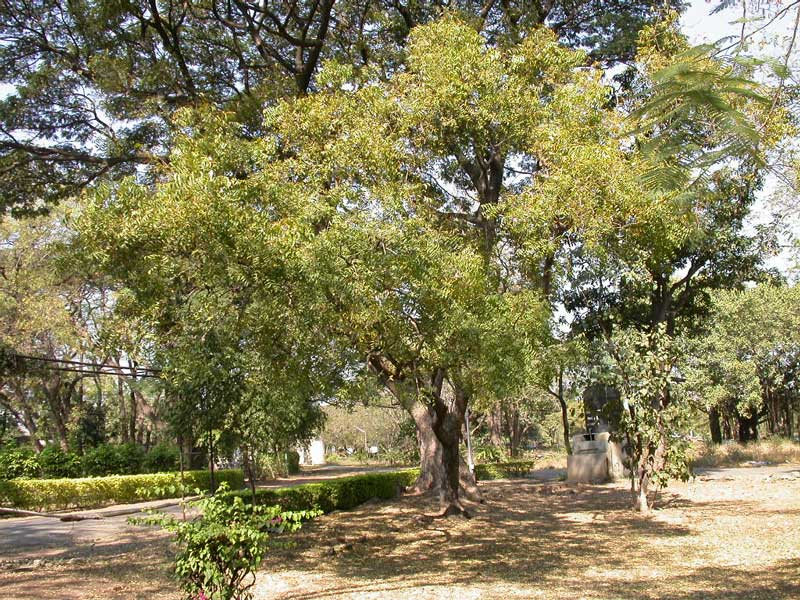
Nim.

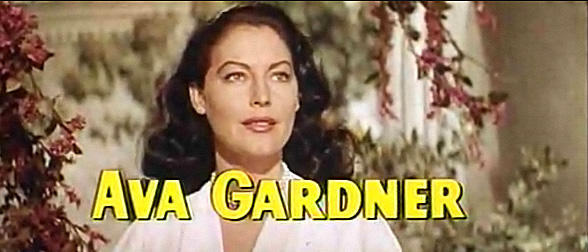
Ava Gardner.

- Color d'alguns edificis.

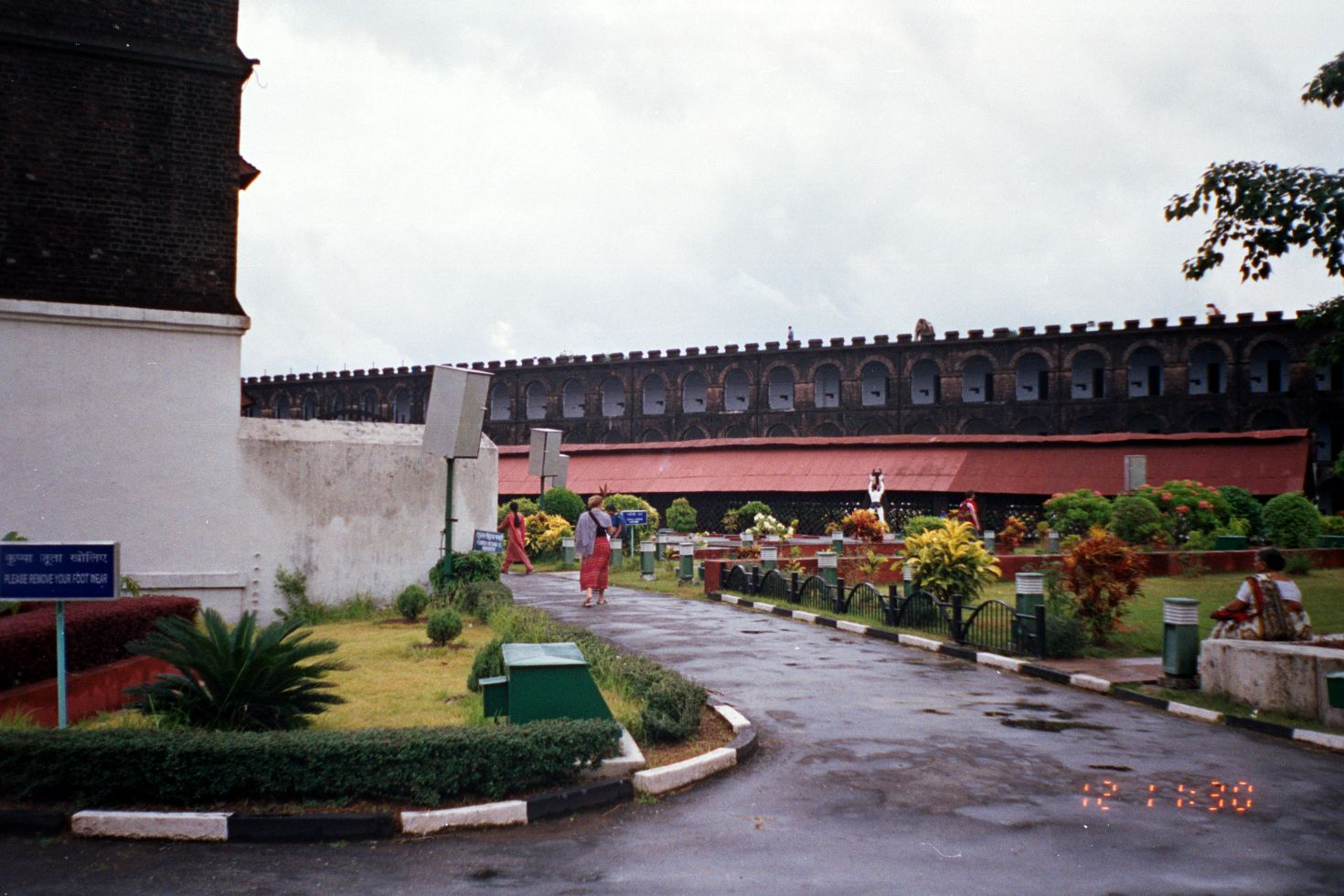
Presó Cellular Jail a les Illes Andaman (Índia).

- Castany rogenc és un color d'algunes aus.

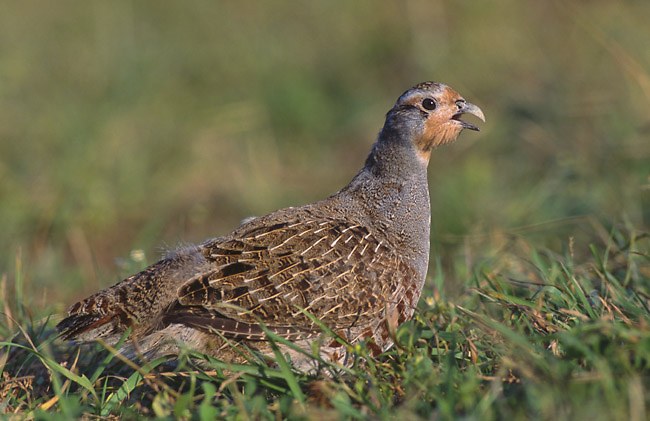
Perdiu xerra.
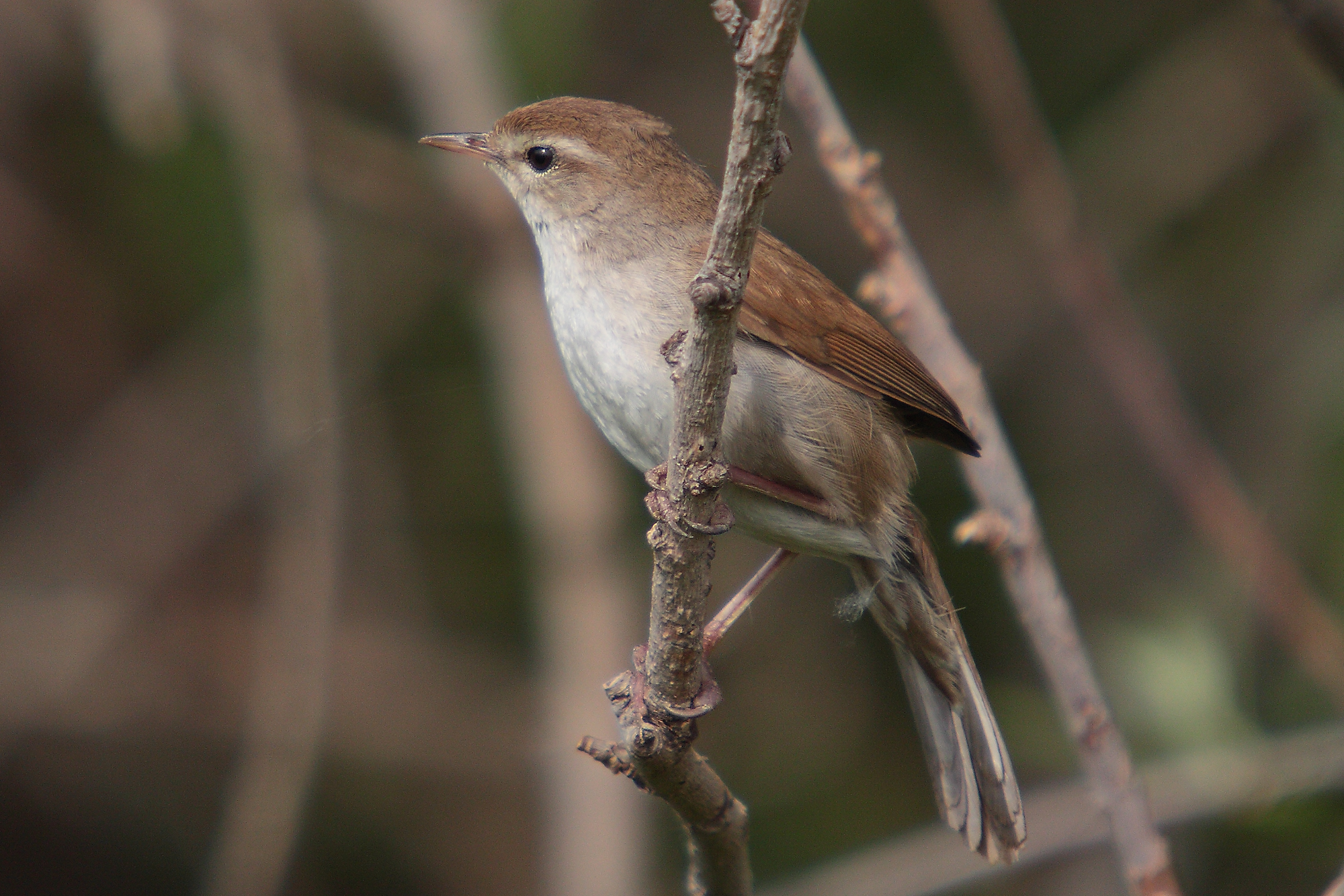
Rossinyol bord.
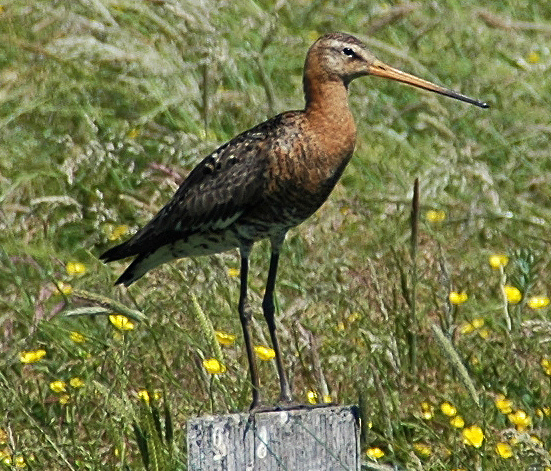
Tètol cuanegre.
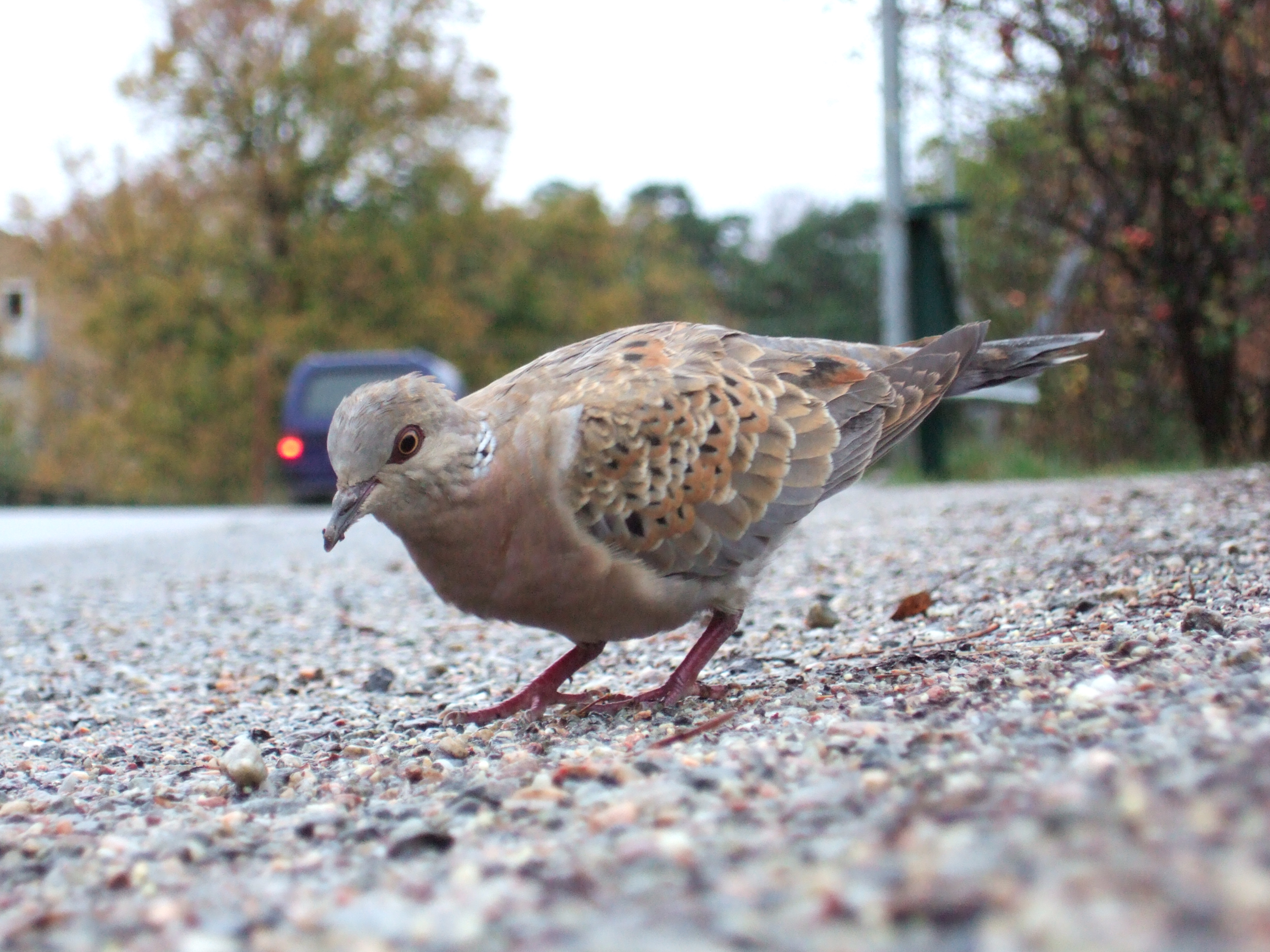
tórtora eurasiàtica.
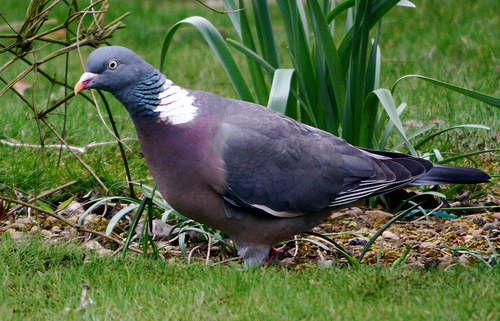
Columbiforme.

- Color d'alguns insectes.

- Pharaxonotha.

- Color d'algunes ratapinyades

- Color de l'escorça d'alguns arbres.

- Prosopis.
- Nim.

- Color d'alguns fruits.

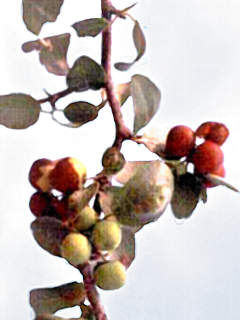
Ziziphus mistol.
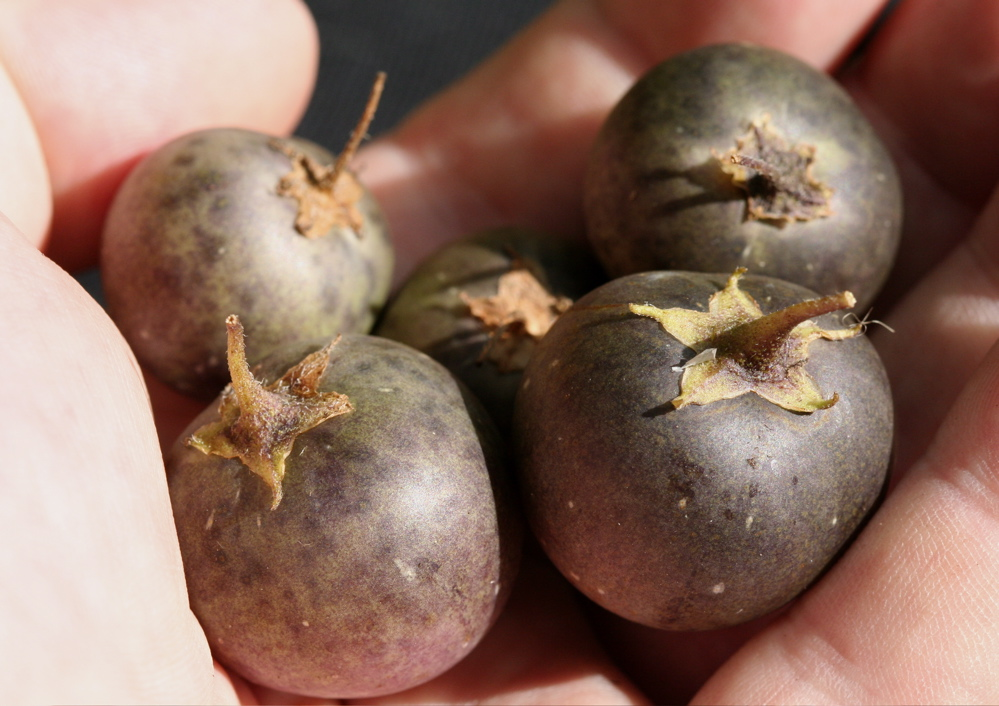
Solanum tuberosum.

- Color del cabell.